# Andrzej Gut-Mostowy
Andrzej Józef Gut-Mostowy (ur. 30 października 1960 w Zakopanem) – polski polityk, samorządowiec, przedsiębiorca, poseł na Sejm V, VI, VII, IX i X kadencji, w latach 2020–2023 sekretarz stanu w resortach odpowiedzialnych za turystykę.

## Życiorys
Ukończył Szkołę Podstawową nr 8 w Zakopanem, Technikum Hotelarskie w Zakopanem, w 1986 studia na Wydziale Ekonomiki Obrotu Akademii Ekonomicznej w Krakowie, a w 2003 studia doktoranckie z gospodarki regionalnej na tej samej uczelni. Od połowy lat 90. zajmował się prowadzeniem działalności gospodarczej, w tym w branży hotelarskiej i turystycznej. Został m.in. współwłaścicielem hotelu „Sabała” w Zakopanem (jako udziałowiec spółki jawnej), a także współudziałowcem spółki z o.o. Witów Ski prowadzącej wyciąg narciarski. W 2020, gdy objął funkcję ministra, większość udziałów przekazał żonie, która zajęła się prowadzeniem rodzinnego biznesu Bożena Gut-Mostowy.
Od 1995 do 1998 pełnił funkcję radnego rady miasta Zakopane, był także członkiem zarządu miasta. Zasiadał w Sejmiku Województwa Małopolskiego I i II kadencji. W 1998 został wybrany z ramienia AWS (należał do Ruchu Społecznego AWS), a w 2002 uzyskał mandat z listy POPiS. Członek katolickiej organizacji Rycerze Kolumba (jej współzałożyciel i w latach 2005–2009 pierwszy zwierzchnik w Polsce), Związku Podhalan i Klubu Inteligencji Katolickiej.
W 2001 bez powodzenia ubiegał się o mandat poselski z listy AWSP. Później przystąpił do Platformy Obywatelskiej. Z jej listy w 2004 bez powodzenia kandydował do Parlamentu Europejskiego. W wyborach w 2005 został wybrany na posła V kadencji w okręgu nowosądeckim. W wyborach parlamentarnych w 2007 po raz drugi uzyskał mandat poselski, otrzymując 16 009 głosów. W wyborach w 2011 z powodzeniem ubiegał się o reelekcję, dostał 15 345 głosów. W 2014 ponownie bezskutecznie kandydował do PE. W 2015 nie został ponownie wybrany do Sejmu. W 2017 przeszedł z PO do Porozumienia, stając w grudniu tegoż roku na czele struktur tej partii w okręgu nowosądeckim. W wyborach w 2019 był przedstawicielem tej partii na liście PiS do Sejmu. Uzyskał wówczas mandat posła IX kadencji, otrzymując 12 437 głosów.
W styczniu 2020 został sekretarzem stanu w Ministerstwie Rozwoju. Od października 2020, po przekształceniach w strukturze rządu, był sekretarzem stanu w Ministerstwie Rozwoju, Pracy i Technologii. W trakcie pandemii COVID-19 w tym samym roku zajmował się pracami związanymi z programem „Polski Bon Turystyczny”. Był określany jako jeden z twórców oraz pomysłodawca tego programu. Pewną krytykę wywołał fakt, że do przyjmowania płatności bonem zgłosiła się zarządzana przez jego żonę spółka prowadząca hotel „Sabała”.
11 sierpnia 2021 podał się do dymisji z funkcji wiceministra w związku z ogłoszonym odwołaniem z rządu Jarosława Gowina. Dymisja ta nie została przyjęta. 17 sierpnia tego samego roku Andrzej Gut-Mostowy został powołany na sekretarza stanu w Ministerstwie Rozwoju i Technologii. Tego samego dnia ogłosił swoją rezygnację z członkostwa w Porozumieniu. Znalazł się wśród założycieli stowarzyszenia OdNowa Rzeczypospolitej Polskiej. W październiku 2021 przeszedł z Ministerstwa Rozwoju i Technologii na funkcję sekretarza stanu w Ministerstwie Sportu i Turystyki.
W wyborach w 2023 został wybrany do Sejmu X kadencji, zdobywając 16 467 głosów. W grudniu tego samego roku zakończył pełnienie funkcji wiceministra.

## Życie prywatne
Syn Józefa i Emilii z domu Jarząbek. Żonaty z Bożeną z domu Kurkiewicz, ojciec Łukasza, Barbary, Jerzego i Andrzeja.

## Odznaczenia i wyróżnienia
Odznaczony Orderem Uśmiechu za organizację w Rabce-Zdroju od 2004 festynów „Przedsiębiorcy Podhala, Spisza, Orawy Dzieciom”. Wyróżniony złotym medalem nadawanym przez ministra spraw zagranicznych Słowacji. W 2023 otrzymał doktorat honoris causa szkoły biznesowej Meżdunarodno wissze biznes ucziliszte w Botewgradzie.